# Miłosława Rutkowska
Miłosława Maria Rutkowska – polska inżynier, profesor nauk technicznych, specjalistka w dziedzinie geodezji satelitarnej, kierownik Katedry Geodezji na Wydziale Inżynierii Lądowej, Środowiska i Geodezji Politechniki Koszalińskiej.
21 czerwca 1993 otrzymała stopień naukowy doktora nauk technicznych w Instytucie Geodezji i Kartografii na podstawie pracy pt. Wpływ poprawek ze względu na pływy ziemskie i oceaniczne na dokładność wyznaczenia orbit SSZ. 3 lipca 2001 na Wydziale Geodezji i Gospodarki Przestrzennej Uniwersytetu Warmińsko-Mazurskiego uzyskała habilitację w zakresie geodezji i kartografii (specjalność: geodezja satelitarna) w oparciu o rozprawę pt. Investigation on Stability of Network Solutions Estimated from Satellite Laser Measurements for 1993-1995. 8 października 2014 otrzymała z rąk prezydenta RP Bronisława Komorowskiego nominację profesorską.
W latach 2007–2014 (2 kadencje) była samodzielnym pracownikiem naukowym Centrum Badań Kosmicznych Polskiej Akademii Nauk. Aktualnie pełni funkcję kierownika Katedry Geodezji na Wydziale Inżynierii Lądowej, Środowiska i Geodezji Politechniki Koszalińskiej.